# Kévin Tillie
Kévin Tillie (n. 2 noiembrie 1990, Cagnes-sur-Mer, Provence-Alpes-Côte d'Azur, Franța) este un voleibalist ce a reprezentat Franța, medaliat olimpic. A participat la 2 ediții ale Jocurilor Olimpice (2016, 2020) în care a câștigat o medalie de aur.